# 大野城 (尾張国葉栗郡)
大野城（おおのじょう）は、尾張国葉栗郡（現愛知県一宮市浅井町）にあった日本の城。

## 略歴
築城時期は不明。元京都石清水八幡宮の祠官で、当時の尾張国葉栗郡若宮寺村（後の美濃国羽栗郡若宮寺村、現岐阜県羽島郡岐南町）に在住の大野伊賀守治定が、織田信長の命により同郡馬美塚村（現愛知県一宮市浅井町大野）に移住して築城した城屋敷。
1584年、小牧・長久手の戦いでは羽柴秀吉（豊臣秀吉）側の砦として利用されたと見られ、秀吉入城のために堀左衛門尉と岡田監物が無断で城の外堀を掘ったため、大野才兵衛（治定の子治久）と争いになったという話が伝わる。戦後、治久（大野治長の叔父）は所領を没収された。
1600年、関ヶ原の戦いの前哨戦である河田木曽川渡河の戦いでは、東軍の一柳直盛に属した。
廃城時期は不明。

## 現状
大正時代まで城跡として、盛り土や土塁があったが、河川敷の為河川改修工事で撤去された。現在この地は、大野極楽寺公園の一部となっており、石碑がある。

## 所在地
愛知県一宮市浅井町大野字古屋敷北

## 交通
- 名鉄バス名鉄一宮駅前より「川島」行きで、大野バス停下車。